# 龍山寺的曹老人
《龍山寺的曹老人》（龍山寺の曹老人）是林熊生所著的短篇推理小說系列，1943年至1947年出版。

## 概要
主人翁曹老人是整日坐在台北龍山寺內的尋常老人，以過人的洞察力推理事件的全貌。類似「安樂椅偵探」。

## 系列
- 許夫人の金環
- 光と闇
- 入船荘事件
- 幽霊屋敷
- 百貨店の曹老人
- 謎の男
- 観音利生記